# 黒田清輝

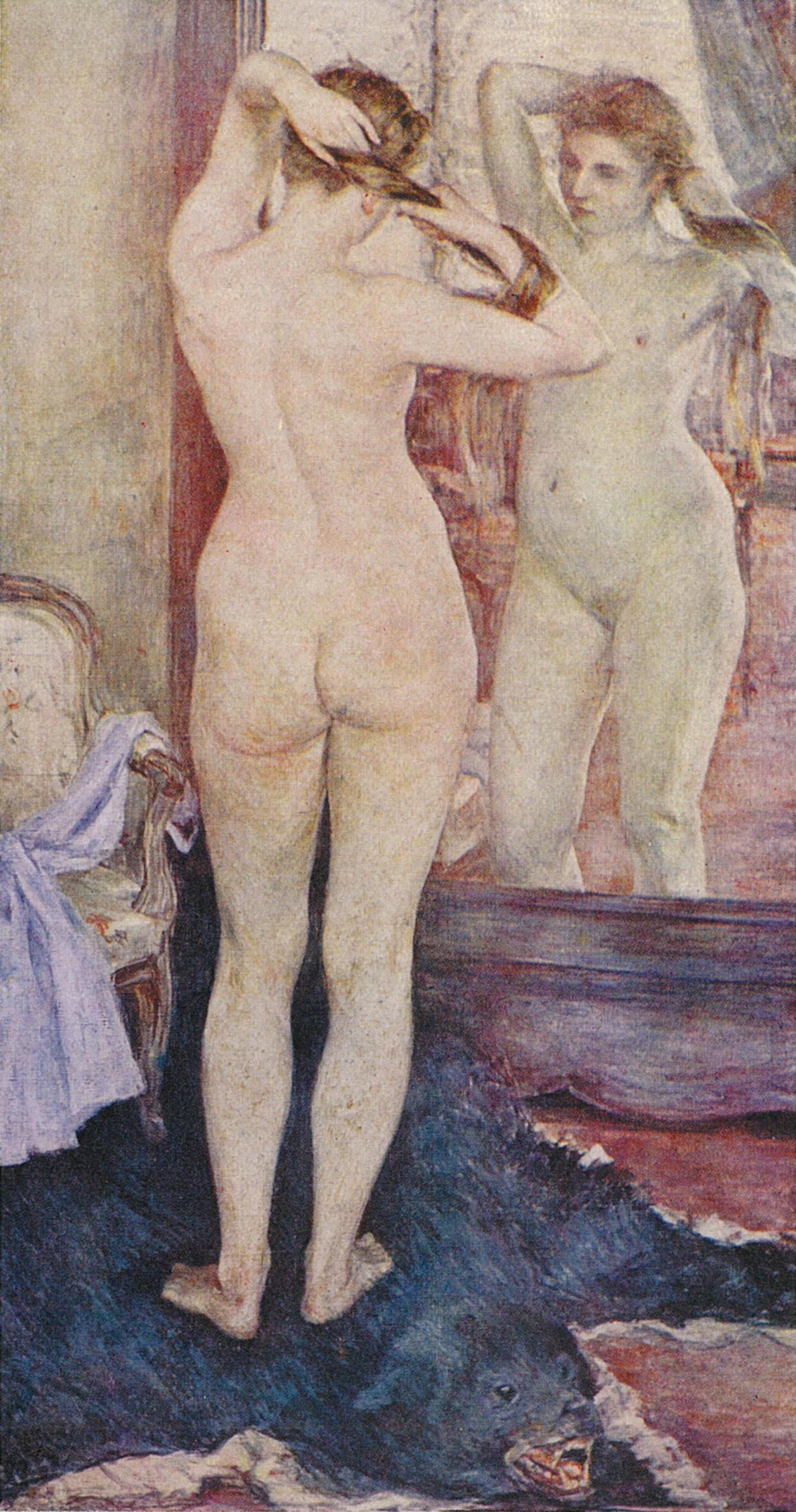
『朝妝』（1893年）第二次大戦で焼失、美術雑誌『アトリヱ』1巻10号（1924年12月）より

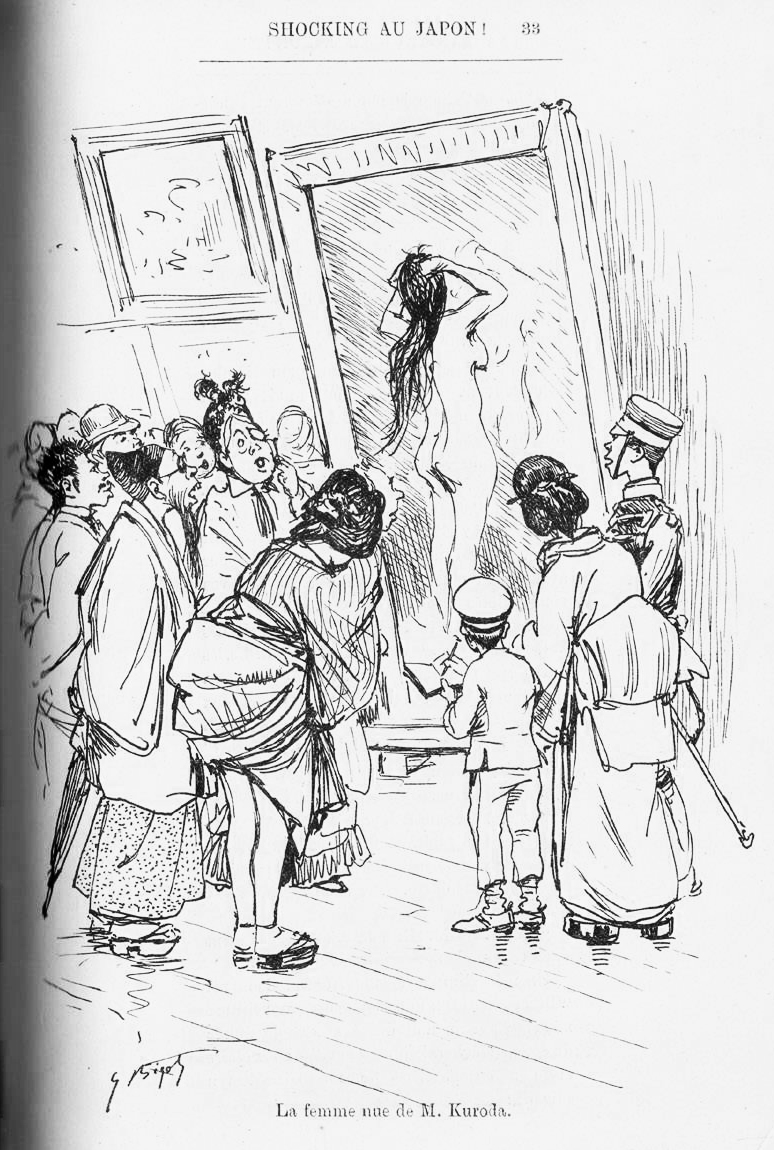
黒田の裸婦像を見る人々（ジョルジュ・ビゴーの戯画）

黒田 清輝（くろだ せいき、旧字体：黑田 淸輝、慶応2年6月29日〈1866年8月9日〉- 大正13年〈1924年〉7月15日）は、日本の洋画家、政治家。位階は従三位。勲等は勲二等。爵位は子爵。本名は黒田 清輝（くろだ きよてる）。通称は新太郎（しんたろう）。教え子からは「メートル（先生）」とフランス語（maître）で呼ばれた。東京美術学校教授、帝国美術院院長（第2代）、貴族院議員などを歴任した。

## 来歴

### 生い立ち
薩摩国鹿児島城下東千石馬場町（現在の鹿児島県鹿児島市東千石町）出身。薩摩藩士黒田清兼の子として生まれ、その後伯父の子爵黒田清綱（江戸時代の通称は嘉右衛門）の養子となる。1872年（明治5年）に上京。その後、平河学校（現 麹町小学校）に入学。平河学校では、学年は違うものの児童文学者の巖谷小波、商法学者の高根義人、能書家の宮島詠士らと親しくなり、その交流は終生続いた。のち、赤坂小学校に学ぶ。小学校卒業後は漢学塾二松學舍（現 二松學舍大学）に通う。1878年（明治11年）、高橋由一の門人・細田季治につき、鉛筆画ならびに水彩画を学ぶ。また上級学校進学を意識し、当時の進学受験予備校であった共立学校に通うも、のちすぐに築地英学校に転校した。
東京外国語学校を経て、1884年2月2日に横浜を出発しフランスに滞在した。1893年7月30日に帰国するまで、フランスでは当初は法律を学ぶことを目的とした留学であったが、パリで画家の山本芳翠や藤雅三、美術商の林忠正らに出会い、1886年に画家に転向することを決意し、ラファエル・コランに師事する。

### 美術家として
1891年には『読書』、1893年には『朝妝』がフランスの展覧会で入賞した。同年、アメリカ経由で帰朝すると、美術教育者として活躍する。
1894年には芳翠の生巧館を譲り受け久米桂一郎と共に洋画研究所天心道場を開設し、印象派の影響を取り入れた外光派と呼ばれる作風を確立させた。1895年にはフランスで入選した全裸で立つフランス女性を描いた『朝妝』を内国勧業博覧会に出展して論争を呼ぶ。1896年には明治美術会から独立する形で白馬会を発足させる。

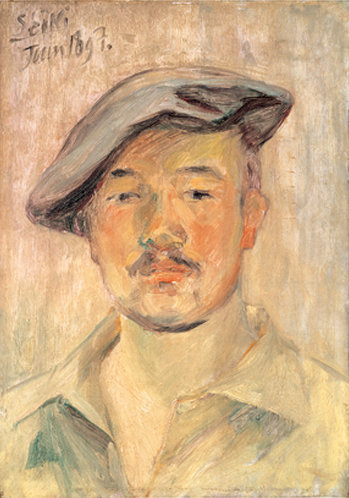
「自画像（ベレー帽）」（1897年）久米美術館所蔵

また同年には東京美術学校の西洋画科の発足に際して教員となり、以後の日本洋画の動向を決定付けた。1898年、東京美術学校教授に就任。1900年10月、白馬会展にて展示された『裸体婦人像』（静嘉堂文庫美術館蔵）が警察によって咎められ、絵の下半分が布で覆われる「腰巻事件」が起きる。
1905年から1920年まで東京高等商業学校（現一橋大学）講師を兼務し、同校教授を務めた久米らとともに仏語の教鞭を執った。また、一橋のお雇い外国人の子であったポール・ジャクレーに久米とともにデッサンや油絵を教えた。
1910年10月18日には洋画家として最初の帝室技芸員に選ばれ、また帝国美術院院長などを歴任した。1917年には養父の死去により子爵を襲爵する。第5回貴族院子爵議員互選選挙の補欠選挙で当選し、1920年3月20日に貴族院議員に就任している。
1923年関東大震災の際に、清輝の家に避難した甥の黒田頼綱に絵を教授し画家を目指す切っ掛けを与える。のちに頼綱は朝井閑右エ門、井出宣通らと新樹会を設立、光風会等で活躍する事になる。
1924年、尿毒症のため死去。墓所は港区長谷寺。

### 「構想画」をめざして
裸体画の大作である『朝妝』（焼失）は、黒田がパリを去る直前の1893年に制作された。本作品はパリのサロン・ナショナル・デ・ボザールに出品して好評を得、日本では1894年の第6回明治美術会に出品された。しかし、翌1895年の第4回内国勧業博覧会（京都）ではこの作品の出展の可否をめぐって論争となり、社会的問題にまで発展した。当時の日本では本作のような裸体画は芸術ではなく猥褻物であるという認識があったのである。
滞欧から帰国後の黒田やその周辺の画家たちは「新派」と呼ばれ、それ以前の、明治初期以来の洋画家たちは「旧派」と呼ばれた。あるいは、前者を、陰影を黒でなく紫で描くところから「紫派」、後者を「脂（やに）派」と呼んだりもした。しかし、黒田自身はこうした「新派」「旧派」といったレッテル貼りには批判的であった。黒田は1903年に次のように述べている。
わが洋画家が近来の作品を実見しかつ其挙動を窺がうのにイヤ紫がどうだとか、或いは黒ッぽいの白ッぽいのとわけも無く騒ぎ廻って、その色の如何によつて彼は新派なり、渠は旧派なりなどとの名称を下してゐるが、僕などは斯んな解らない馬鹿げた話は無いと思つてゐる。（中略）
畢竟新派と号づけられ、旧派と称せられるも或る物を捉へて或る物を現はさんとする其手段方法の用具に基いて命名されたもの、即ち形式上の甲乙に過ぎないのである。（中略）
外形を装飾せんが為めの色の遣ひ方のみに気を揉んで、其画の根蒂たる精神と云ふ事に就て余り深く顧る者の多からぬのは、僕等の大いに憂ひとする所である。（「日本現今の油画に就て」『美術新報』1巻23号、1903年2月20日）
黒田のいう「画の根蒂たる精神」とは、作画の根本に存在すべき思想的骨格を指す。黒田は、絵画は単なるスケッチではなく、確固たる構想を備えたコンポジション（構想画）でなければならないと考えており、こうした構想の重要性こそが、黒田が西洋絵画から学び、日本へ移植しようと努めたものだった。黒田の帰国後の作品である『昔語り』（1898年、焼失）はこうした構想画への取り組みの一つであり、『智・感・情』（1899年）は、女性裸体像を用いて抽象的な概念を表した寓意画である。しかしながら、こうした構想画は日本の土壌にはなかなか根付かなかった。美術史家の高階秀爾は、黒田自身の作品においても『昔語り』『智・感・情』あたりを最後として、構想画への試みは挫折し、自然なスケッチ風の画風に回帰していったことを指摘している。いずれも黒田の代表作である『智・感・情』と『湖畔』はともに1897年の第2回白馬展出品作であるが、前者が無背景の地に理想化された女性像を描いた寓意画であるのに対し、後者は夫人をモデルにしたスケッチから出発した作品がそのまま完成作になっている。両作品はともに1900年のパリ万国博覧会に出品されたが（『智・感・情』は1899年に加筆）、博覧会で銀牌を得たのは構想画である『智・感・情』の方だった。次に引用する黒田自身の言葉にみられるように、画家本人は晩年に至っても「スケッチ」と「画」とを明確に区別し「スケッチ」の域を脱して「画」を描きたいと願っていた。
私の欲を言へば、一体にも少しスケッチの域を脱して、画と云ふものになる様に進みたいと思ふ。（中略）どうしても此のスケッチ時代を脱しなければならん。今の処ではスケッチだから、心持が現はれて居るが、スケッチでない画にも、心持を充分に現し得る程度に進みたい。私自身も今迄殆どスケッチだけしか拵へていない。之から画を拵へたいと思ふ。（『美術』創刊号、1916年）

## 顕彰

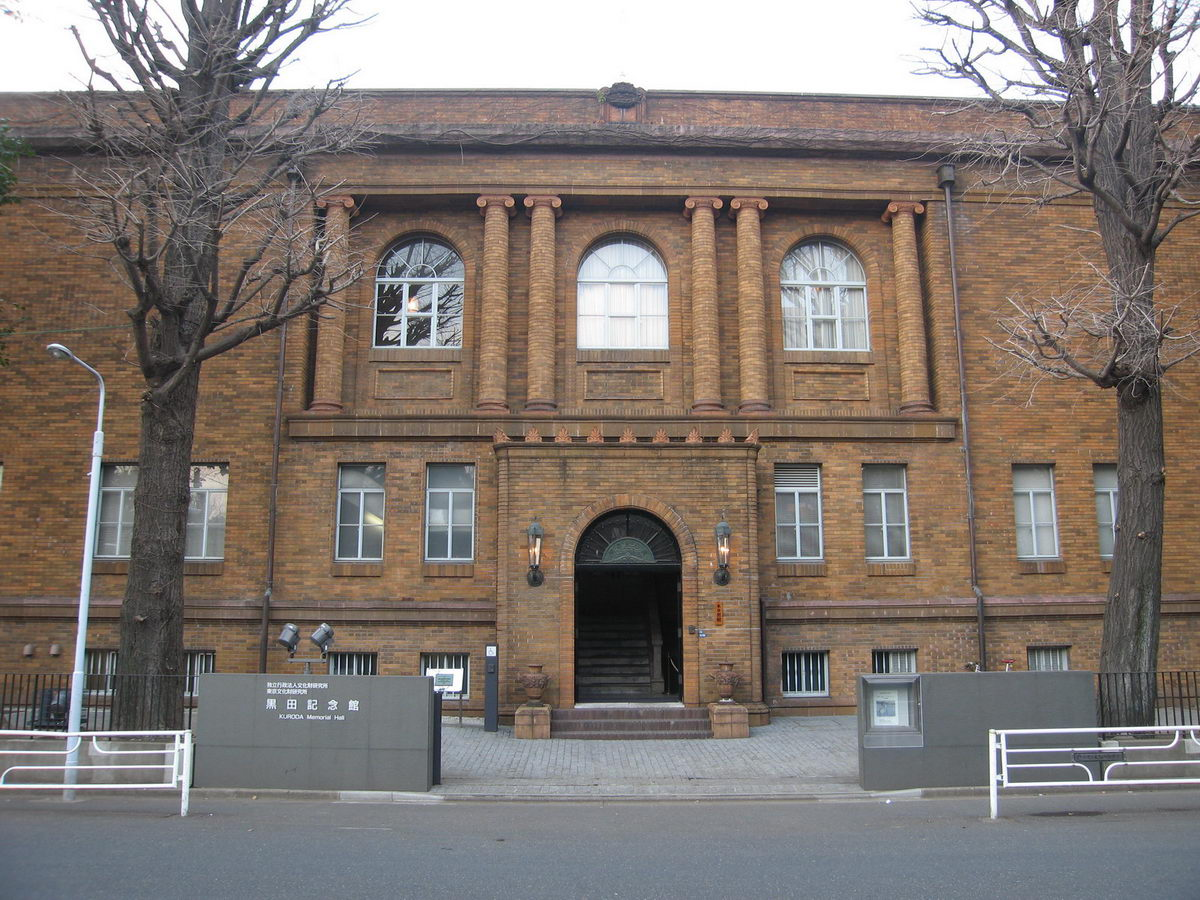
黒田記念館

黒田の遺言には、遺産を美術の奨励に役立てるようにと記されていた。この遺志に基づき黒田記念館が建設され、館内には遺作を展示する黒田記念室が設けられるとともに、帝国美術院附属美術研究所が同館に設置された。その後、帝国美術院附属美術研究所は、東京文化財研究所に改組された。2007年より、国立文化財機構が運営する東京国立博物館によって管理されている。

## 出自
黒田家は本姓佐々木源氏で、福岡藩主家黒田家の遠縁にあたるが、清輝の先祖で薩摩藩史上で名が知られるのは黒田嘉右衛門が記録奉行や蒲生郷地頭（現在の鹿児島県姶良市）に就任したあたりからで、その弟で養子の黒田才之丞は近思録崩れの最中に山本伝蔵の後任として教授になり、兄の死後に帖佐郷地頭に任じられる。その子新之亟（嘉右衛門とも）は記録奉行を勤め、新之亟の次男が清輝の父である。

## 家族

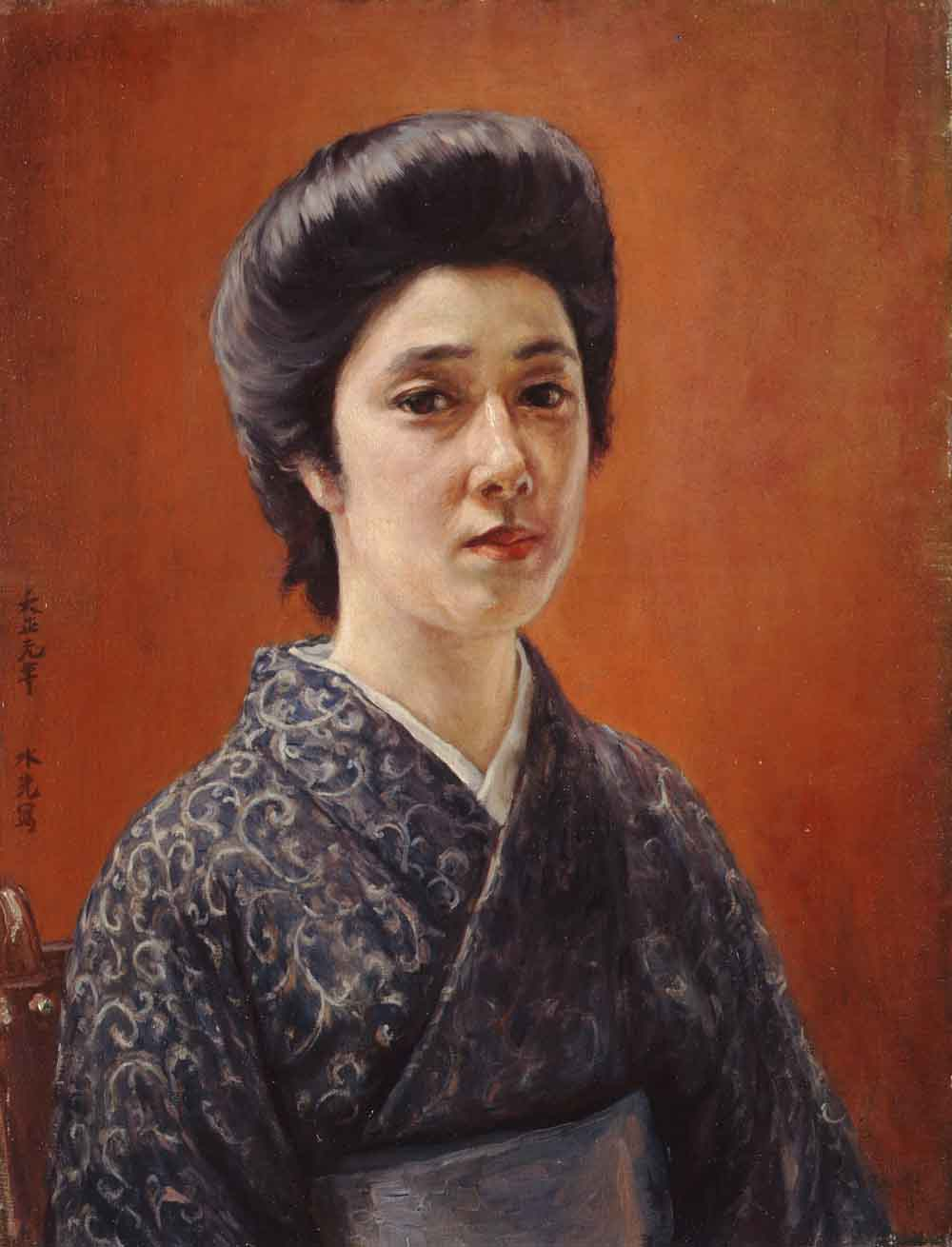
清輝の作品のモデルを務めた後妻の照子

- 実父・黒田清兼（1837-） ‐ 鹿児島神宮宮司。薩摩藩士・黒田清直の子。[24][25][26]
- 実母・八重子 ‐ 清兼の前妻。[24]
- 養父・黒田清綱（1830-1917） ‐ 清兼の実兄。1871年に清兼の長男・清輝を養子とする。1873年に実子（庶子）・清秀、1878年に直綱誕生。清秀の岳父に大木喬命。[24][25][27]
- 養母・貞子（1837-1904）  ‐ 薩摩藩士・平岡等の三女。[28][29]
- 妻・黒田久（1875-） ‐ 藤井直次郎の二女。清輝帰国後、養父清綱の勧めで1895年に結婚したが、1896年に離婚。[24][28][30]
- 妻・黒田照子（1873-1970） ‐ 旧名・金子種子。柳橋 (花街)芸者。安藤仲太郎の紹介で知り合い、清輝の代表作で重要文化財でもある「湖畔」のモデル。長年内縁関係ののち養父没後に入籍。[29]
- 義姉・チカ（千賀、1858-） ‐ 清綱の長女で橋口文蔵の妻。清輝のフランス留学に同行した駐仏日本公使館書記官の橋口直右衛門は文蔵の弟とされる。[24]
- 養子・黒田文紀 ‐ 橋口文蔵・チカ夫妻の二男・孝の長男。近藤廉治（男爵近藤廉平の五男)・泰子（伯爵樺山愛輔の長女）夫妻の養子となったが、清輝の没後、死跡相続し、襲爵。[24]
- 異母弟・黒田綱祐（1887-1910） ‐ 清兼の二男。母親は清兼の後妻・芳子。東京高等農学校在学中に鹿児島で溺死。[31]
- 異母妹・純子（-1909） ‐ 清兼の三女。母は芳子。子爵大給近孝の弟・大給近清の妻となったが夭折した。[24][32]

## 栄典
位階
- 1896年（明治29年）6月20日 - 正五位[33]
- 1924年 - 従三位

勲章等
- 1915年（大正4年）11月29日 - 勲四等瑞宝章[34]
- 1924年 - 勲二等旭日重光章

外国勲章佩用允許
- 1923年 - レジオンドヌール勲章コマンドゥール

## 作品
- 田舎家（1888年、東京文化財研究所）
- アトリエ（1890年、鹿児島市立美術館）

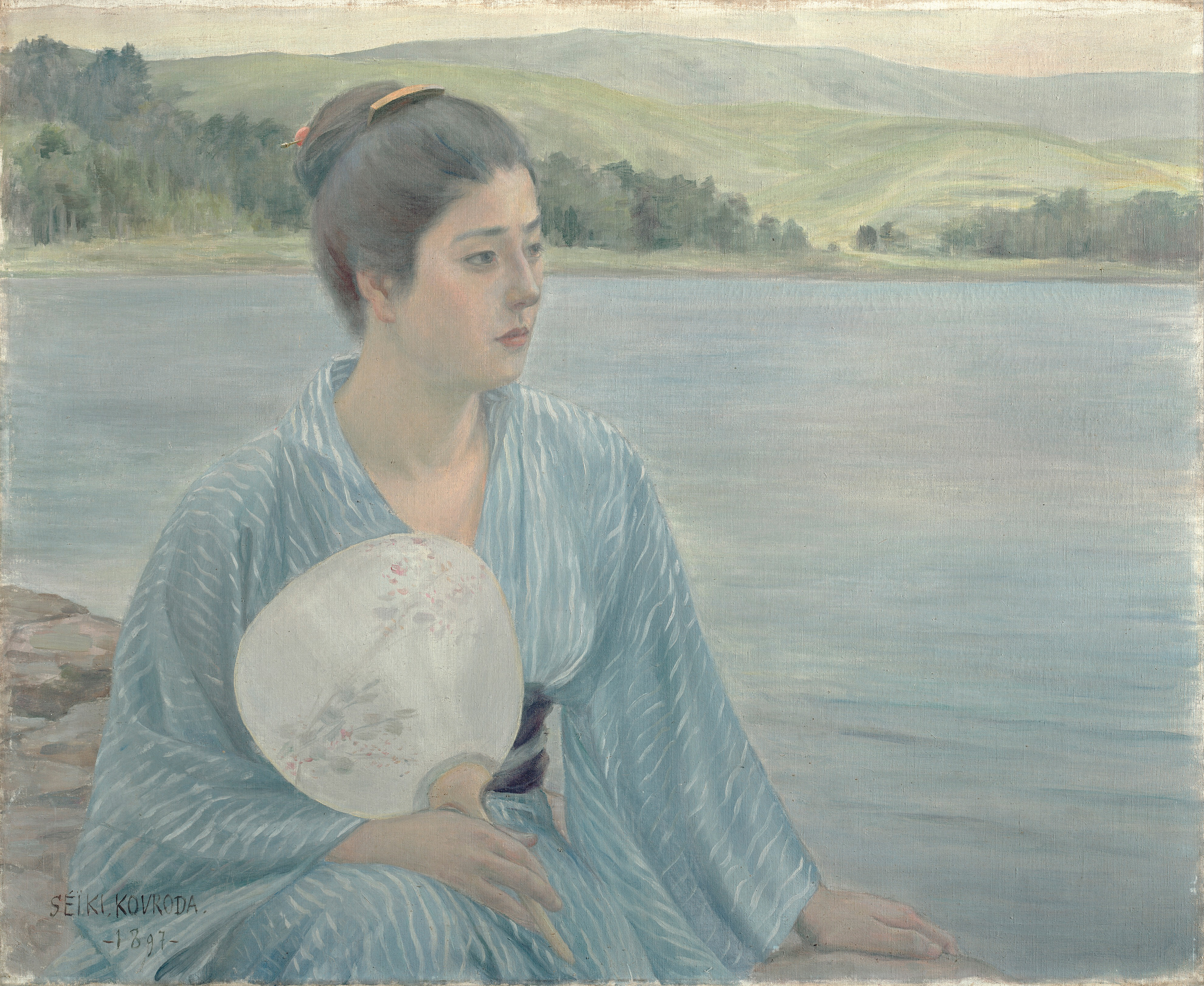
『湖畔』（1897年）

- マンドリンを持てる女（1890年 - 1891年、東京国立博物館）
- 洋燈と二児童（1891年、ひろしま美術館）
- 摘草する女（1891年、東京国立博物館）
- ブレハの少女（1891年、アーティゾン美術館）
- 枯れ野原（1891年、東京国立博物館）
- 読書（1891年、東京国立博物館）
- 菊花と西洋婦人（1892年）
- 婦人像（厨房）（1892年、東京藝術大学大学美術館）
- 赤髪の少女（1892年、東京国立博物館）
- 舞妓（1893年、東京国立博物館、重要文化財）
- 朝妝（1893年、焼失）
- 大磯鴫立庵（1896年、鹿児島市立美術館）
- 湖畔（1897年、黒田記念館、重要文化財） - モデルは友人の画家安藤仲太郎が紹介した芸者で、当時23歳の金子種子。のちに清輝の妻となり照子と改名した。縦69cm×横84.7cm。描かれた地点は、箱根芦ノ湖の観光船の乗り場や箱根駅伝スタート地点のすぐ近くである。
- 夕陽（1898年、豊橋市美術博物館）
- 木かげ（1898年、ウッドワン美術館）
- 養母の像（1898年、鹿児島市立美術館）
- 昔語り（1898年）（完成作は消失、下絵と画稿のみ残る）
- 智・感・情（1899年、東京国立博物館黒田記念館、重要文化財）
- 花野（1907年 - 1915年、東京国立博物館黒田記念館）
- 野辺（1907年、ポーラ美術館）
- 木苺（1912年、兵庫県立美術館）
- 赤き衣を着たる女（1912年、鹿児島県歴史・美術センター黎明館）
- 桜島爆発図（1914年、鹿児島市立美術館） - 桜島の爆発を描いた。
- 梅林（1924年、東京国立博物館黒田記念館） - 絶筆。

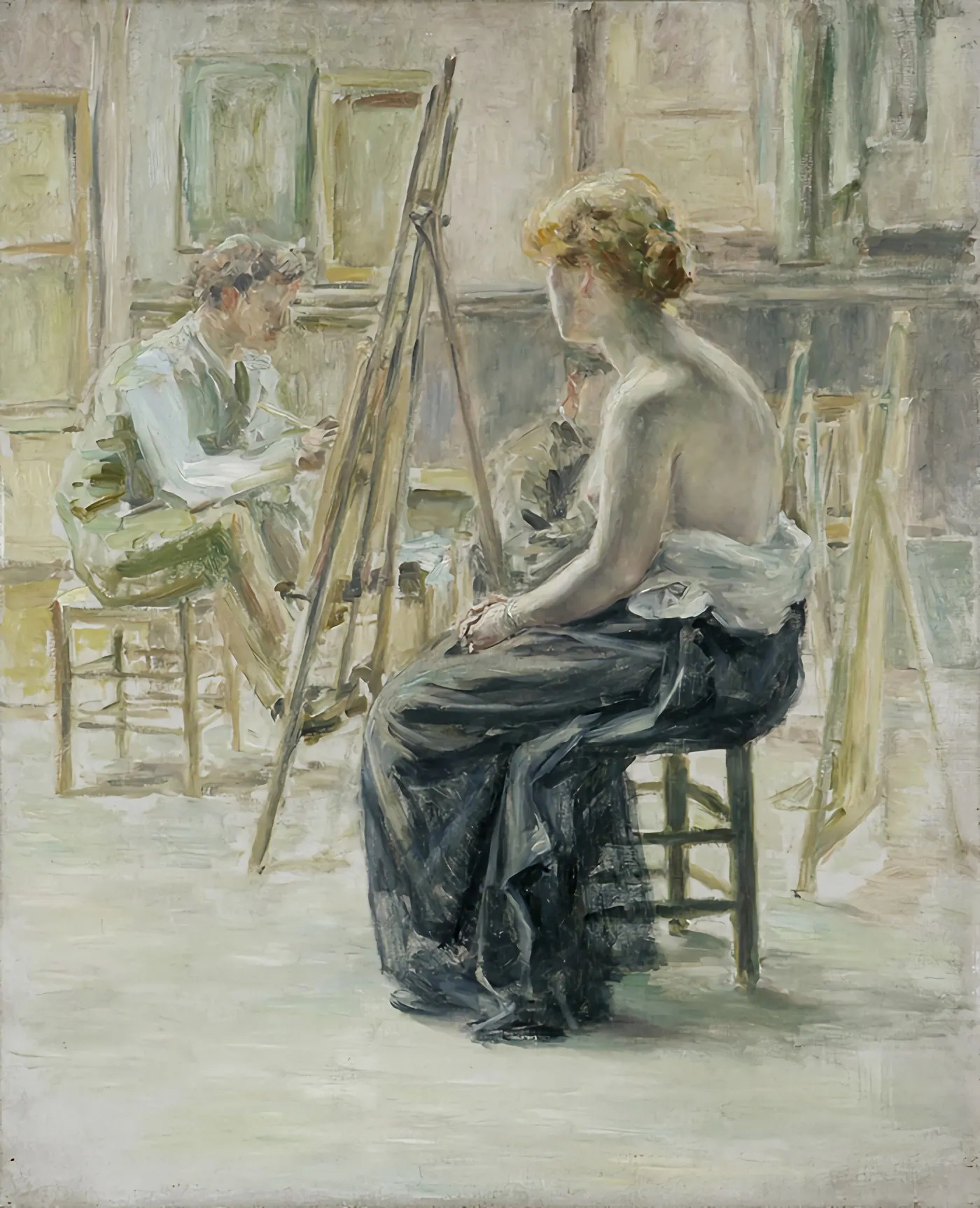
『アトリエ』（1890年頃）
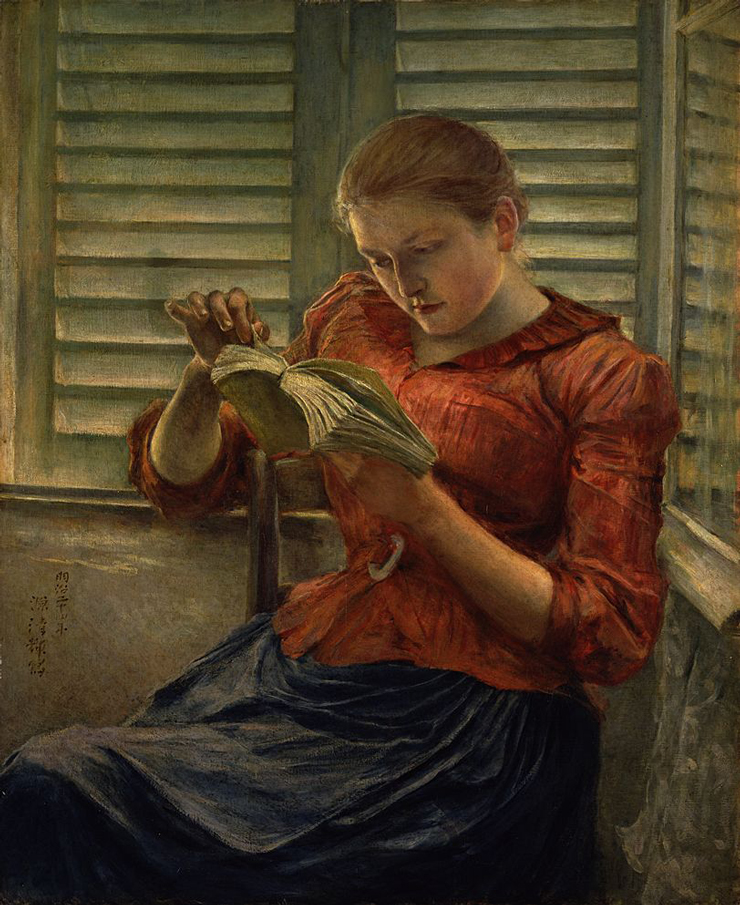
『読書』（1892年）
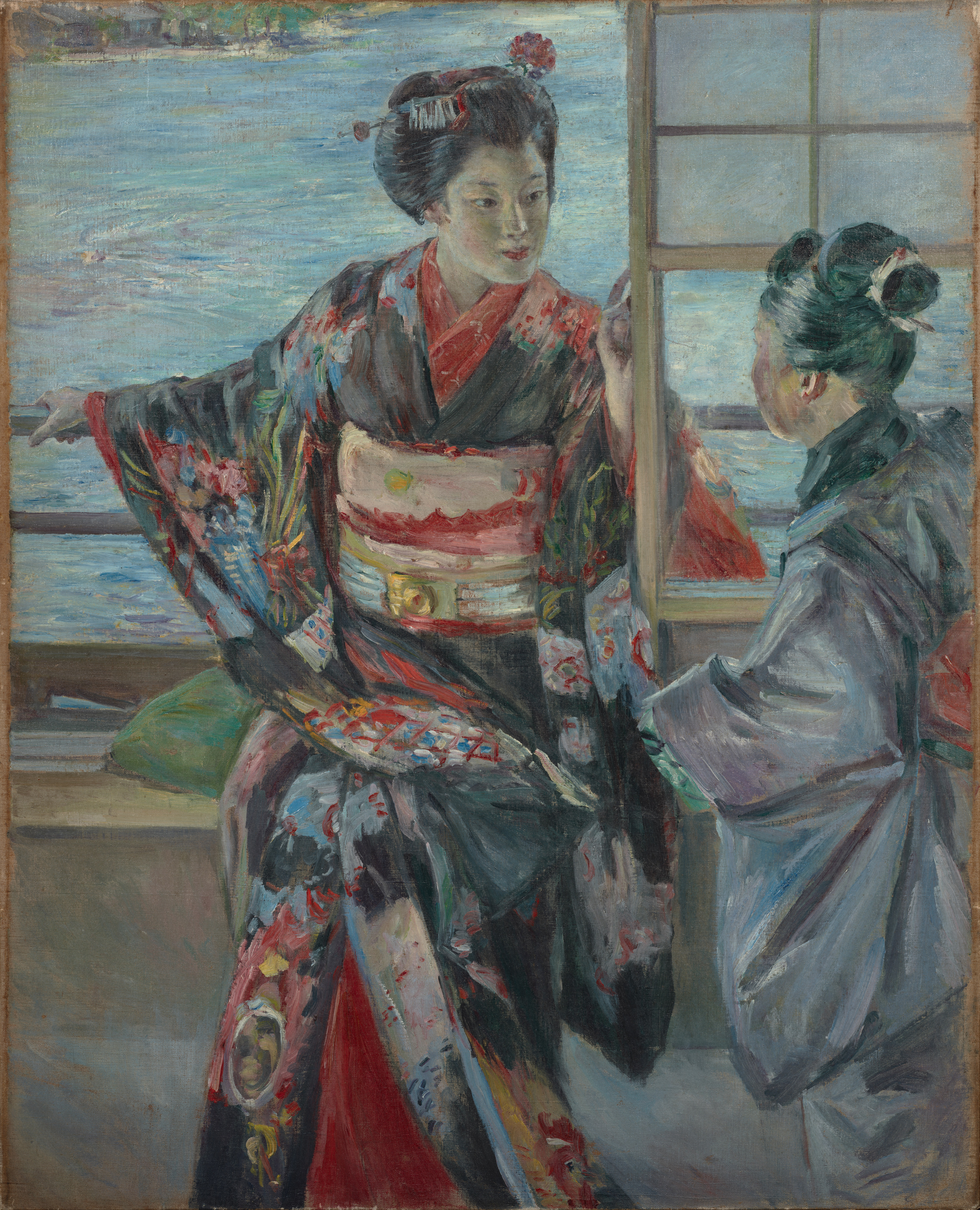
『舞妓』（1893年）
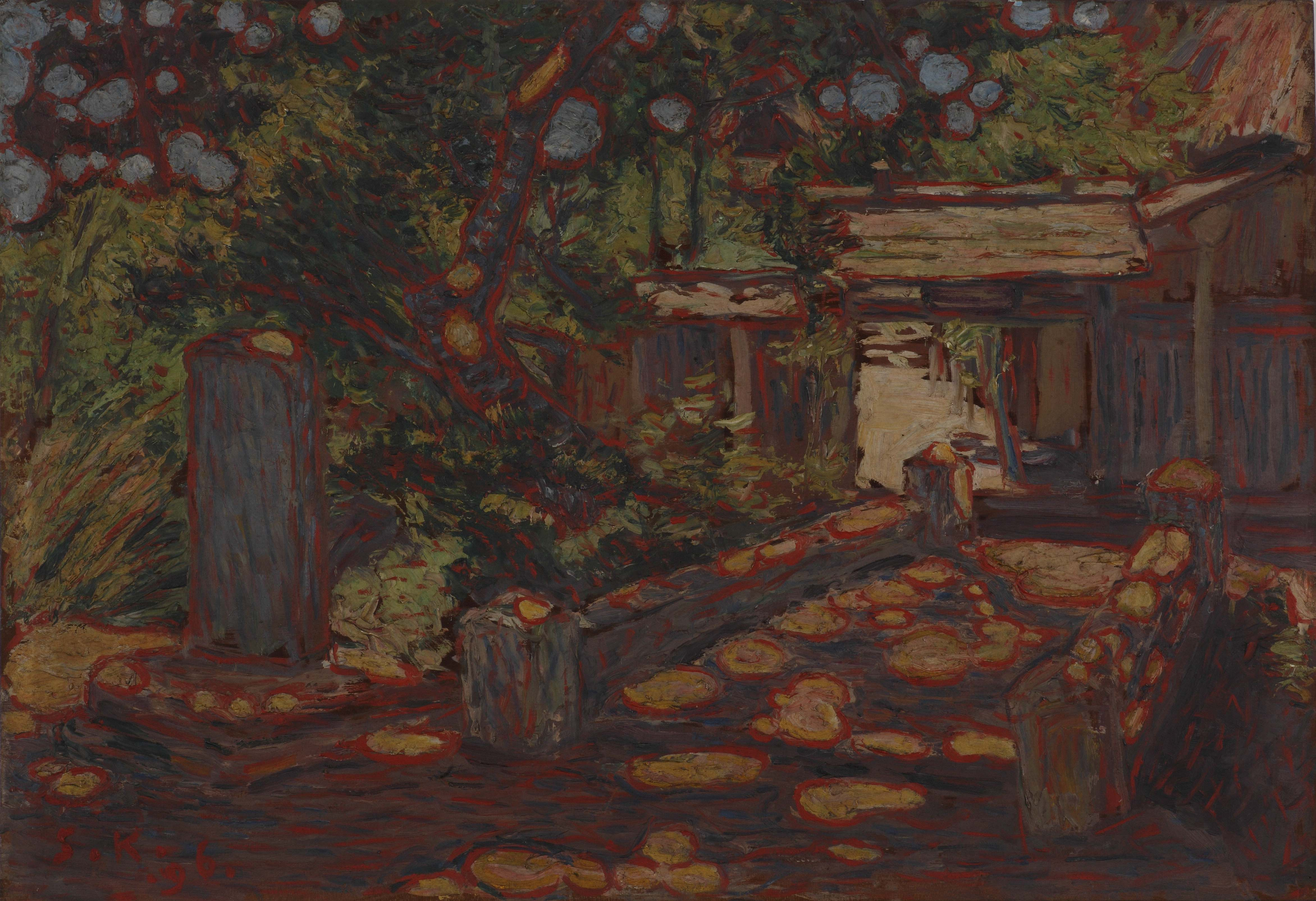
『大磯鴫立庵』（1896年）
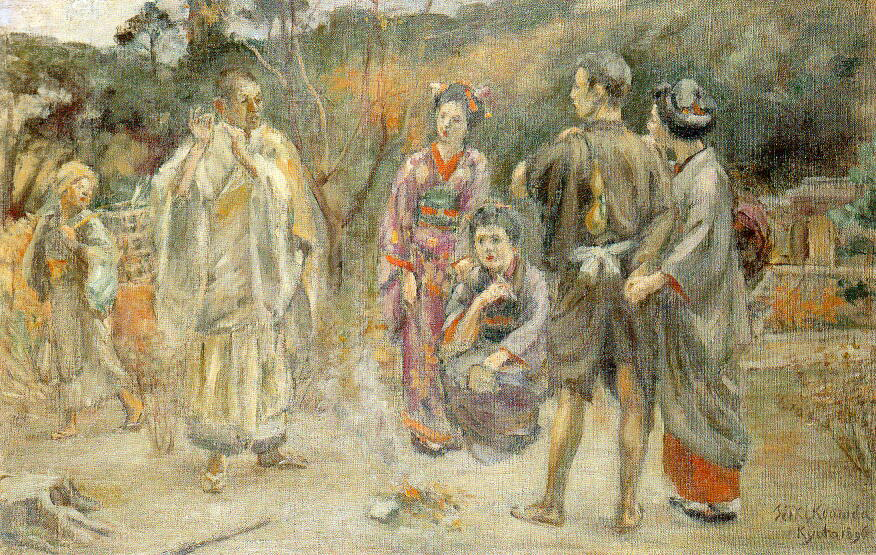
『昔語り』（下図）黒田記念館（1896年）
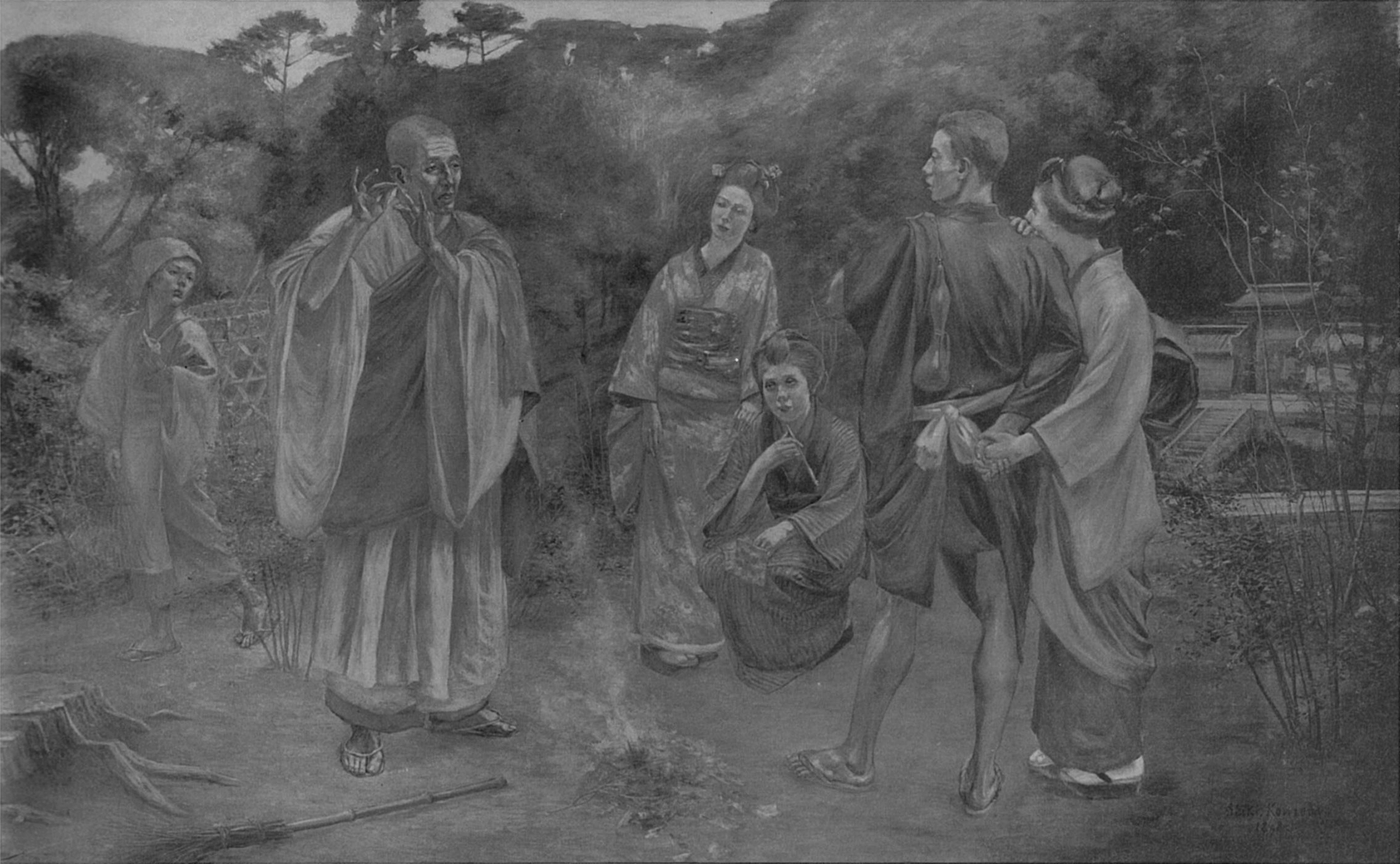
『昔語り』(1898年)第二次大戦で焼失
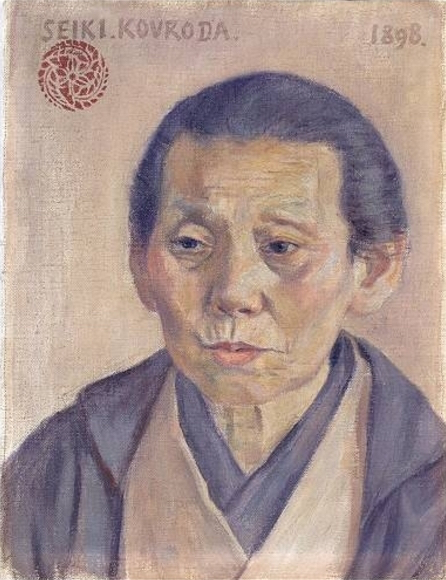
『養母の像』(1898年)鹿児島市立美術館
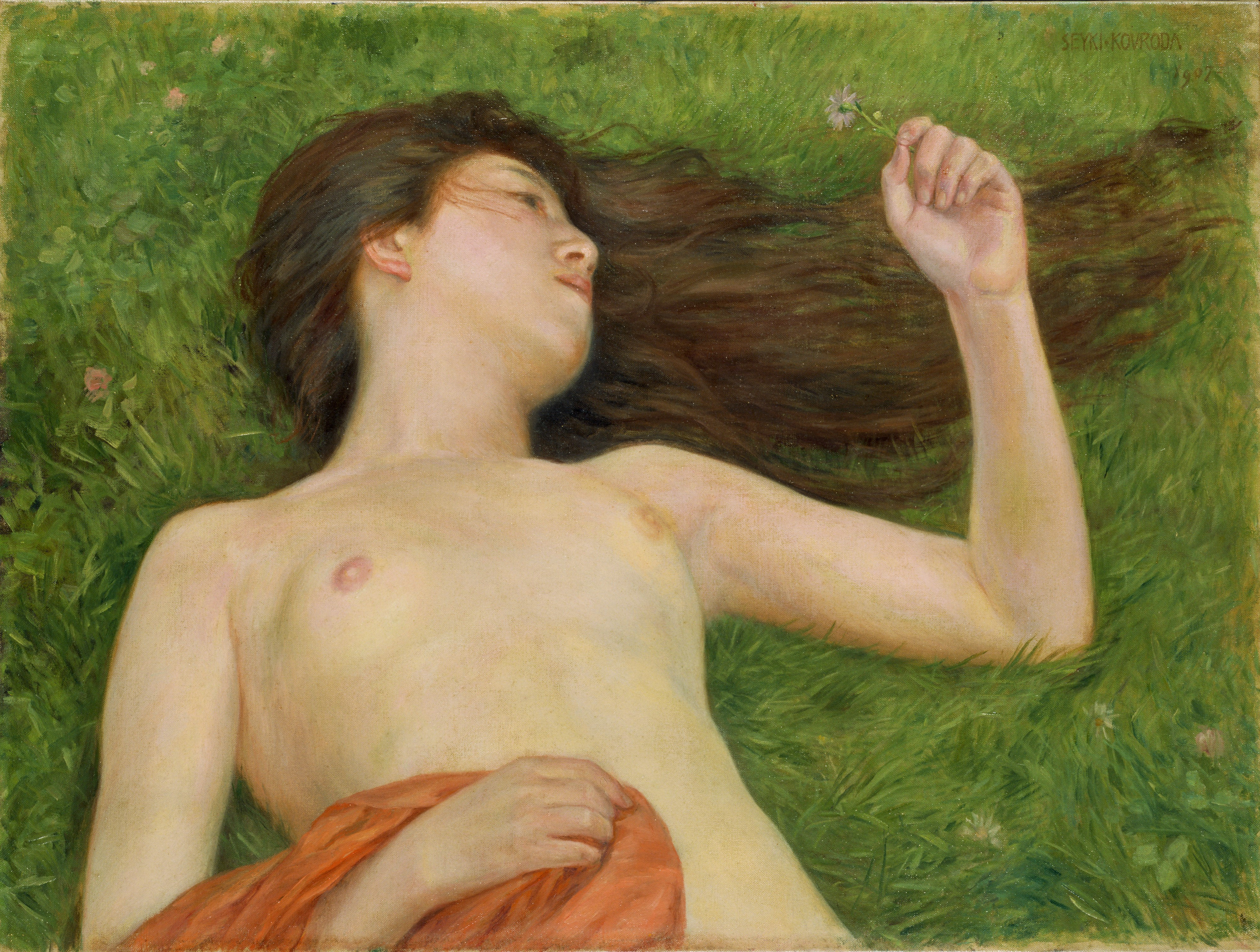
『野辺』（1907年）
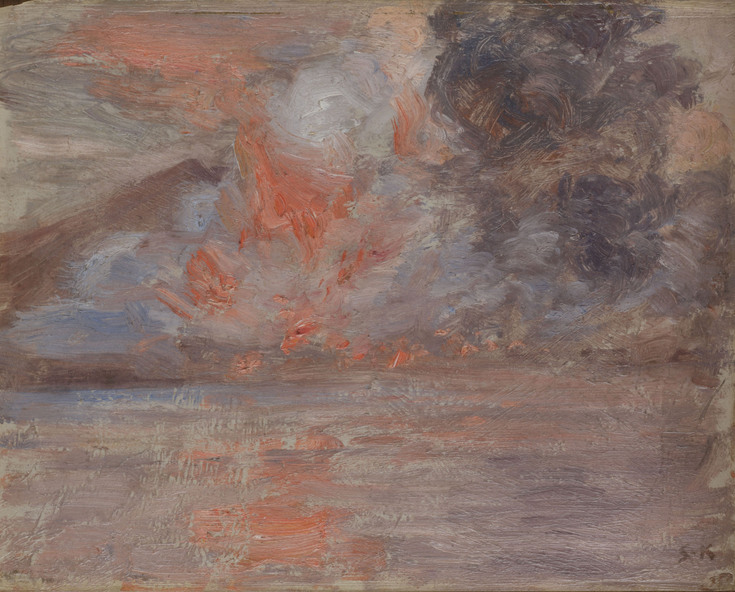
『桜島爆発図』連作6点のうち「噴火」（1914年）
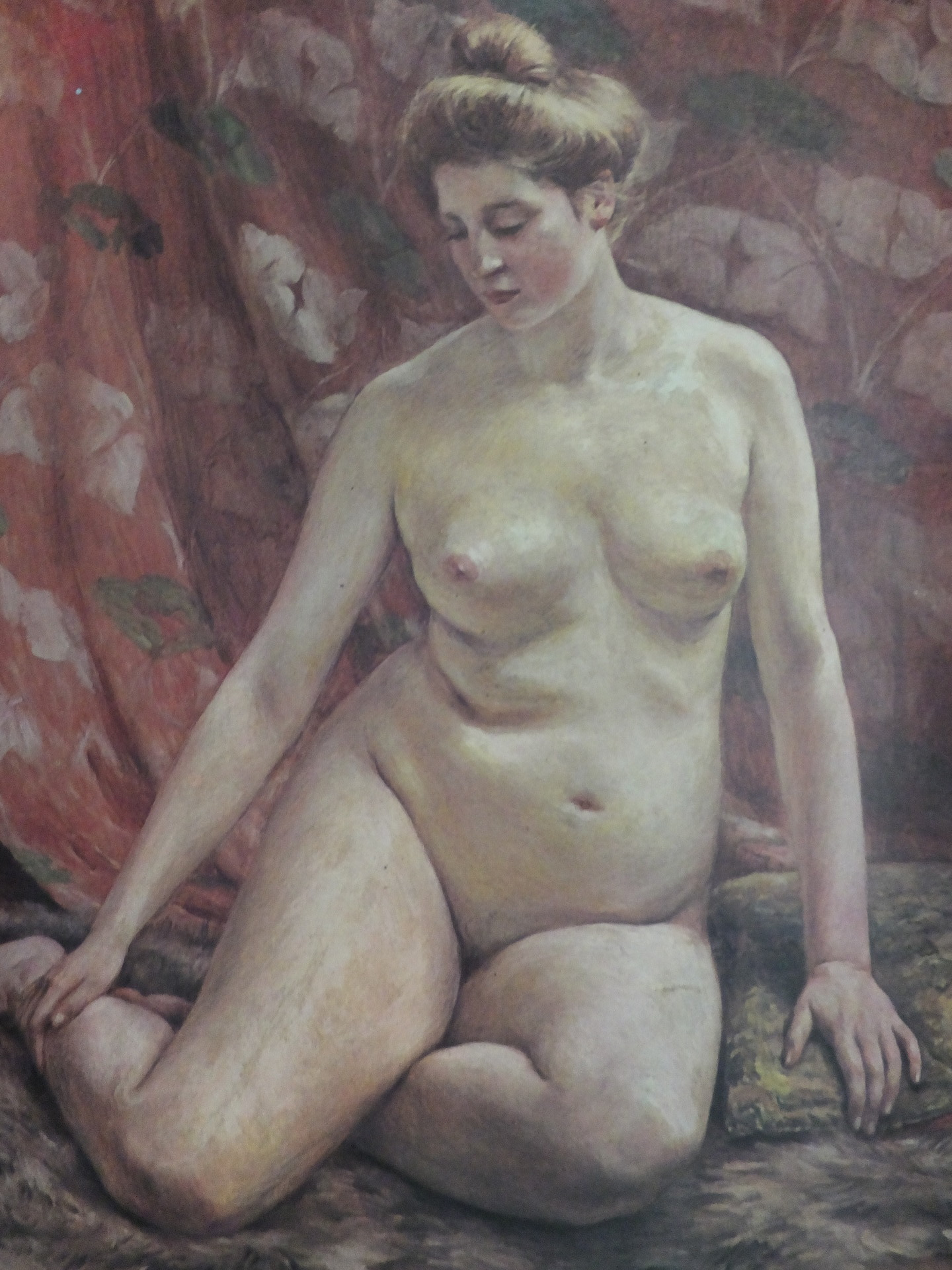
『裸体婦人像』（1901年）いわゆる「腰巻事件」を起こした作品
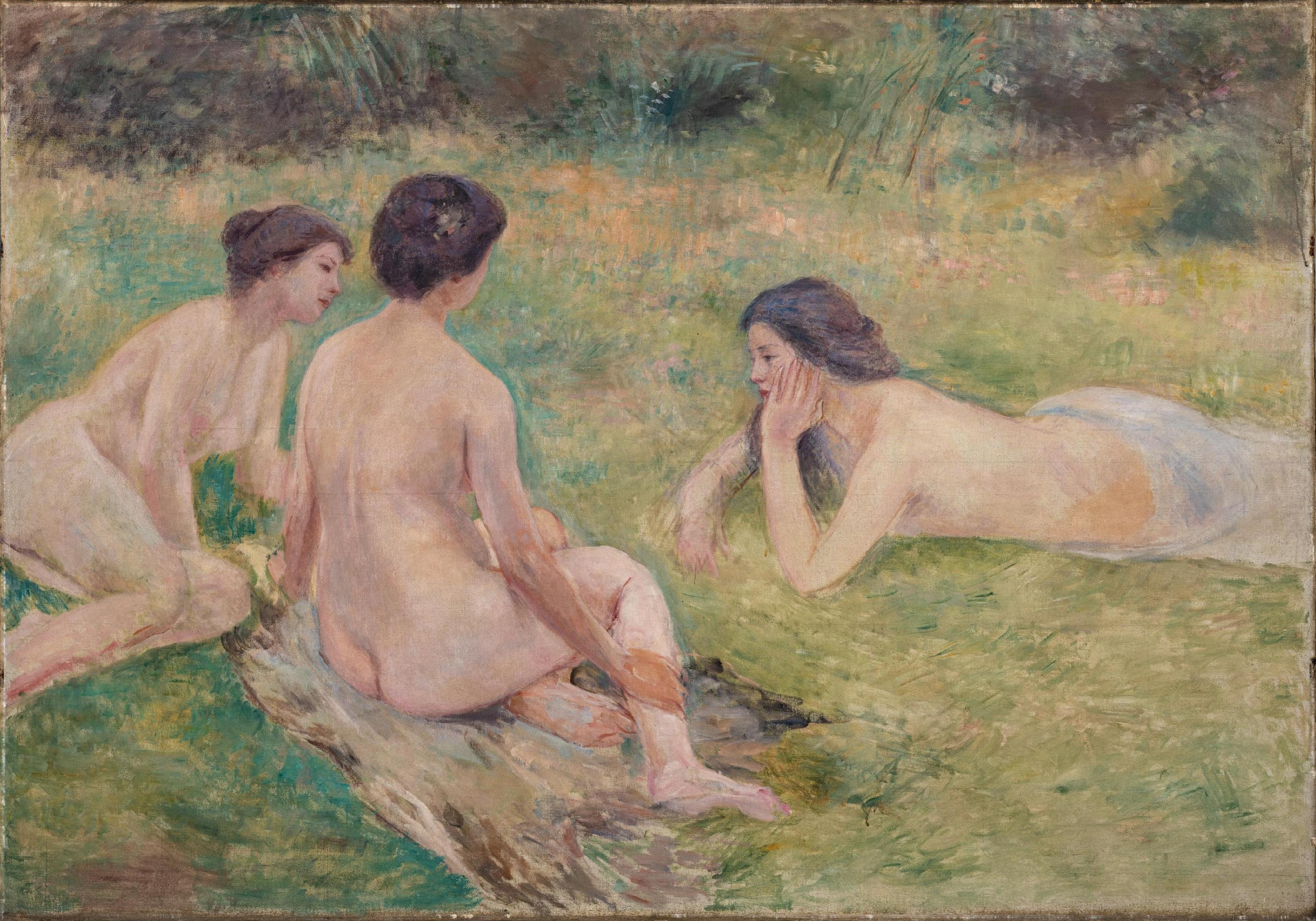
『花野』（1907 - 1915年）
『梅林』（絶筆）（1924年）